# Doddasalavara, Belur
Doddasalavara là một làng thuộc tehsil Belur, huyện Hassan, bang Karnataka, Ấn Độ.